# Пентезилея
Пентезилея (на гръцки: Πενθεσίλεια) в древногръцката митология е царица на амазонките, дъщеря на Арес и Отрера и сестра на Хиполита, Антиопа и Меланипа.
Според някои по-късни сведения от времето на Елинистическата и Римската епохи, Пентезилея има тракийски произход. Допуска се възможността да е дъщеря на тракийски цар, родственик на прочутия с красивите си коне цар Рез.
По време на Троянската война тя воюва на страната на троянците. Заедно със свой отряд от жени-воини, Пентезилея пристига пред стените на Троя и напада редиците на обсадилите града ахейци. В битката е неудържима – сразява множество гръцки воини, а останалите отстъпват пред напора на амазонките. Единствените, които не побягват са героите Ахил и Аякс Теламонид. Пентезилея се изправя в двубой срещу Ахил. С голяма сила, тя хвърля две копия поред, но Ахил успява да ги отклони благодарение на здравия си щит. В завързалия се двубой божественият Ахил успява да прободе смъртоносно амазонката. Но докато тя умирала, Ахил я съжалил и обикнал. След нейната смърт един от гръцките воини, на име Терсит, роднина на цар Диомед, избол с копието си очите ѝ. В гнева си Ахил ударил на Терсит толкова силна плесница, че го убил на място. Цар Диомед се ядосал на Ахил за това, че убил Терсит, но с много усилия гръцките вождове ги помирили.